# 백운찬
백운찬(白雲瓚, 1956년 2월 13일 ~ , 경남 하동)은 대한민국의 공무원이다. 

## 학력
- 진주고등학교 졸업
- 동아대학교 법학 학사
- 동아대학교 대학원 법학 석사
- 미국 위스콘신대학교 대학원 공공정책학 석사
- 서울시립대학교 세무전문대학원 세무학 박사[기부금 과세제도 개선방안 - 기부문화의 활성화와 투명화 방안을 중심으로 -, 2012. 02.]

## 경력
- 1980 : 제24회 행정고시 합격
- 해군 OCS 장교 복무
- 진주세무서 과장
- 남대구세무서 과장
- 동대구세무서 과장
- 재무부 증권국 사무관
- 재무부 세제실 사무관
- 재정경제원 세제실 서기관
- 재정경제원 금융실명제실시단 서기관
- 청와대 민정비서관실 파견
- 한국개발연구원(KDI) 개혁프로젝트 추진반 파견
- 재정경제부 세제실 조세지출예산과장
- 재정경제부 세제실 소득세제과장
- 재정경제부 세제실 조세정책과장
- 국회 재정경제위원회 파견
- 재정경제부 근로장려세제추진기획단 부단장
- 재정경제부 부동산실무기획단 부단장
- 기획재정부 세제실 관세정책관
- 기획재정부 세제실 재산소비세정책관
- 2010 ~ 2011.07 : 국무총리실 조세심판원장
- 2011.07 ~ 2013.03 : 기획재정부 세제실장
- 2013.03 ~ 2014.07 : 관세청장
- 2014.12 ~ 2017.10 : 백운찬 세무회계사무소 세무사
- 한국세무사회 고문
- 2015.07 ~ 2017.06 : 제29대 한국세무사회 회장
- 2016.02 ~ 2018.12 : 건국대학교 행정대학원 세무행정학과 겸임교수
- 2017.10 ~ : 삼정KPMG 상임고문

## 주요 포상경력
- 근정포장(1993) 금융실명제 실시 유공
- 홍조근정훈장(2012) 조세제도 선진화 기여 유공
- 납세자 권익상(2012) 납세자 권익보호 유공
- 황조근정훈장(2014) 조세제도 선진화 기여 유공

| 전임 주영섭 | 제25대 관세청장 2013년 3월 18일 ~ 2014년 7월 25일 | 후임 김낙회 |